# Simon Hayes (ingénieur du son)
Pour les articles homonymes, voir Hayes.
Simon Hayes est un chef-opérateur du son britannique né à Londres (Angleterre).

## Biographie
Simons Hayes commence comme coursier à 16 ans pour une société de production de films publicitaires, puis à 18 ans il entre au département son et devient rapidement perchman. Il mixe son premier film pour le cinéma à 27 ans.
Il est membre de l'Association of Motion Picture Sound et de la Cinema Audio Society.

## Filmographie (sélection)
- 2004 :  L'Âge de raison (Bridget Jones: The Edge of Reason) de Beeban Kidron
- 2004 : Shaun of the Dead d'Edgar Wright
- 2005 : Nanny McPhee de Kirk Jones
- 2008 : Mamma Mia ! de Phyllida Lloyd
- 2008 : Braquage à l'anglaise (The Bank Job) de Roger Donaldson
- 2010 : Nanny McPhee et le Big Bang (Nanny McPhee and the Big Bang) de Susanna White
- 2010 : Kick-Ass de Matthew Vaughn
- 2010 : Green Zone de Paul Greengrass
- 2011 : X-Men : Le Commencement (X-Men: First Class) de Matthew Vaughn
- 2012 : Les Misérables de Tom Hooper
- 2012 : Bel-Ami de Declan Donnellan et Nick Ormerod
- 2013 : Kick-Ass 2 de Jeff Wadlow
- 2014 : Kingsman : Services secrets (Kingsman: The Secret Service) de Matthew Vaughn
- 2014 : Les Gardiens de la Galaxie (Guardians of the Galaxy) de James Gunn
- 2016 : Alliés (Allied) de Robert Zemeckis
- 2016 : Les Animaux fantastiques (Fantastic Beasts and Where to Find Them) de David Yates
- 2016 : Tarzan (The Legend of Tarzan) de David Yates

## Distinctions

### Récompenses
- Oscars 2013 : Oscar du meilleur mixage de son pour Les Misérables
- BAFTA 2013 : British Academy Film Award du meilleur son pour Les Misérables

### Nominations
- BAFTA 2017 : British Academy Film Award du meilleur son pour Les Animaux fantastiques